# Erdei János (ökölvívó)
Erdei János (Makó, 1919. november 2. – Óföldeák, 1997. január 10.) magyar ökölvívó.

## Életpályája
Szülei: Erdei Imre és Kis Mária voltak. Paraszt szülők gyermekeként született. Az ökölvívást 1934-ben szülővárosában kezdte. 1938-ban Szeged bajnoka címet nyert. 1939-ben felköltözött a fővárosba, ahol a neves budapesti klub, a MAC igazolta le. 1943-ban öklözött először a válogatott csapatban. Magyar bajnoki címet is először 1943-ban szerzett. Ezt követte 1944-ben a második magyar bajnoki cím, szintén harmatsúlyban és szintén a MAC színeiben. A háború után hazaköltözött Makóra, ahol a szovjet hadifogságba esett bátyját helyettesítette a mezőgazdaságban. Az ökölvívást ez idő alatt a helyi csapatban folytatta. Makó színeit képviselve nyert 1948-ban vidéki bajnokságot és magyar bajnoki bronzérmet.
1949-től ismét a fővárosban öklözött. Ekkor már a Ferencvárosi Torna Club színeiben – melyhez sportpályafutása végéig hű maradt – mindjárt Budapest bajnoka címet szerzett és lett ismét válogatott. Más nemzetek versenyzőivel harmincegy mérkőzést vívott. Közben 1949, 1950, 1951-ben újabb három alkalommal nyert harmatsúlyban országos bajnokságot, mely egyben számára már az örökös magyar bajnoki címet jelentette. Az 1951-es milánói ökölvívó Európa-bajnokságon is harmatsúlyban indult. A nyugatnémet Kurt Slojewski legyőzésével jutott az elődöntőbe, ahol a pontozóbírók a hazai Vincenzo Dall’Ossonak kedveztek. Ezért nem nyerhette meg az Eb-t, bronzérmes lett.

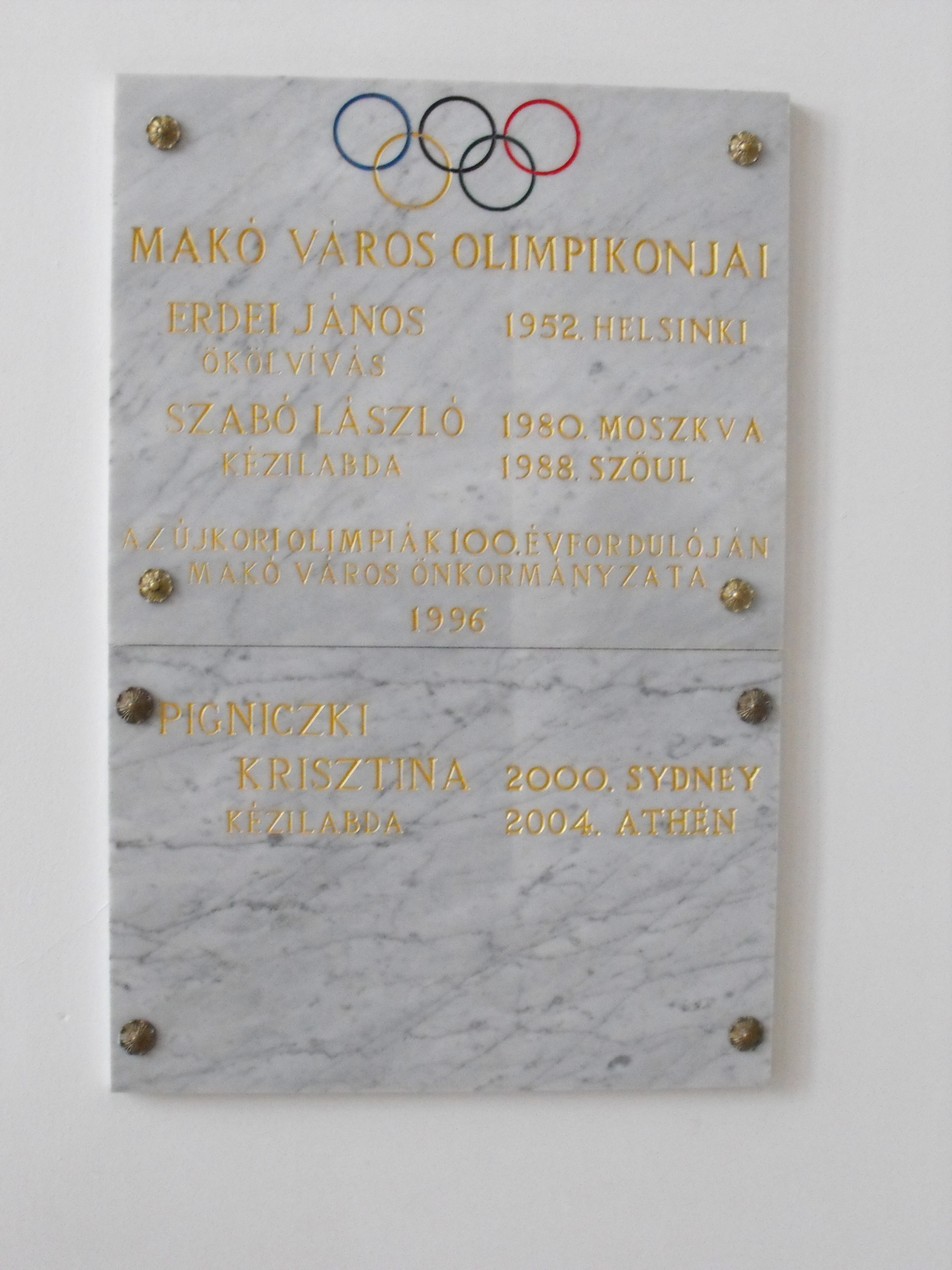
Erdei János neve a Makó város olimpikonjai falán

Az 1952-es nyári olimpiai játékokon, Helsinkiben súlyos csalódás érte. A keleti blokk országainak megegyezésével politikai döntés született. Eszerint Magyarországnak Papp László személyében már várható volt az olimpiai bajnok ökölvívója, így neki esélyt sem adtak, hogy dobogós lehessen. Pehelysúlyban a bolgár Georges Malézanoff ellen 2:1 arányú, és a saar-vidéki Kurt Schirra ellen 3:0 arányú pontozással győzött. Ezzel bejutott a negyeddöntőbe, ahol a későbbi csehszlovák aranyérmestől, Ján Zacharától (akit 1949-ben nagy pontfölénnyel legyőzött) 2:1 arányú pontozással kikapott. Ötödik lett. A következő ötkarikás játékokra még vállalta a felkészülést. 1953-ban azonban a Budapest bajnoka címért folyó verseny negyeddöntőjében bal szemét szemidegsérülés érte. Ezzel sportkarrierje kettétört, a válogatottba többször már nem került be. Az ökölvívást hazai versenyzők ellen folytatta, a kesztyűt végleg 1956 közepén tette le.
Az ökölvívás mellett, 1951-ben Makón elvállalta a makói járás TSB elnöki tisztségét majd a Kinizsi SE sportszervezője, szaktanácsadója volt. E néhány évtől eltekintve szakmájában köszörűsként dolgozott - később, mint kisiparos -  nyugdíjazásáig. Kérésének megfelelően, olimpiai formaruhájában és a Himnusz elhangzása közben helyezték örök nyugalomra szülővárosában, a református ótemetőben.

## Nemzetközi mérkőzései
- 1943 Budapest, Budapest - Bécs, Johann Kochmanowitsch ellen pontozással győzött,
- 1943 Zürich, Svájc - Magyarország, Walter Siegfried ellen pontozással kikapott,
- 1943 Bázel, Svájc - Magyarország, K. Schmutz ellen mérkőzés nélkül győzött,
- 1943 Genf, Svájc - Magyarország, Rio Ruppen ellen döntetlen,
- 1943 Csepel, Pestvidék - Madrid, Joaquin Portillo ellen a 2. menetben erőfölénnyel győzött,
- 1943 Madrid, Spanyolország - Magyarország, J. Diaz ellen pontozással győzött,
- 1943 Bilbao, Spanyolország B - Magyarország, Francisco Latorre ellen a 2. menetben diszkvalifikálták,
- 1943 Genf, Svájc - Magyarország, Walter Siegfried ellen a 2. menetben diszkvalifikálták,
- 1943 Zürich, Svájc - Magyarország, Walter Bucher ellen pontozással győzött,
- 1944 Berlin, Németország - Magyarország, Karl Dietrich ellen pontozással győzött,
- 1944 München, Németország - Magyarország, Krajewski ellen az 1. menetben kiütéssel győzött,
- 1949 Budapest, Magyarország - Csehszlovákia, Ján Zachara ellen pontozással győzött,
- 1950 Varsó, nemzetközi verseny, a román Constantin Toma ellen a 3. menetben kiütéssel győzött,
- 1950 Varsó, nemzetközi verseny, a finn Veijo Pirinen ellen pontozással kikapott,
- 1950 Varsó, nemzetközi verseny, a lengyel Zdzisław Soczewiński ellen pontozással kikapott,
- 1950 Budapest, Magyarország - Lengyelország, Maksymilian Grzywocz ellen pontozással győzött,
- 1951 Budapest, Magyarország - NDK, Martin ellen pontozással győzött,
- 1952 Budapest, Magyarország - Csehszlovákia, Kazimir Mužlay ellen pontozással győzött,
- 1952 Poznań, Lengyelország - Magyarország, Tadeusz Rozpierski ellen pontozással győzött,
- 1952 Stockholm, Svédország - Magyarország, Hans Ahlbin ellen pontozással győzött,
- 1952 Moszkva, Magyarország - Bulgária, Hristov ellen a 2. menetben kiütéssel győzött,
- 1952 Moszkva, Szovjetunió - Magyarország, Rashid Usmanov ellen pontozással kikapott,
- 1952 Moszkva, Magyarország - NDK, Gerhard Schmidt ellen pontozással győzött,
- 1952 Moszkva, Csehszlovákia - Magyarország, Jan Stehlik ellen pontozással győzött,
- 1952 Moszkva, Magyarország - Lengyelország, Janusz Kasperczak ellen pontozással kikapott,
- 1952 Moszkva, Magyarország - Románia, Eustatiu Margarit ellen pontozással kikapott.

## Emlékezete
- 2009-ben Makón a korábbi Városi Sportcsarnok felvette az olimpikon ökölvívó nevét, ahol azóta tiszteletére többször megrendezték az Erdei János Ökölvívó Emléktornát.
- A sportcsarnok aulájában helyezték el a város olimpikonjainak nevét megörökítő emléktáblákat; bővebben lásd a makói emléktáblák listája szócikket.

## Díjai, elismerései
- Magyar Népköztársasági Sportérdemérem ezüst fokozat (1952)[3][4]